# Чкаловская (станция метро, Москва)
«Чка́ловская» — станция Московского метрополитена на Люблинско-Дмитровской линии. Связана пересадками с двумя станциями «Курская», одна из которых располагается на Арбатско-Покровской линии, другая — на Кольцевой. Расположена в Басманном районе (ЦАО); названа по улице Чкалова, которой ещё до открытия станции было возвращено историческое название Земляной Вал. Открыта 28 декабря 1995 года в составе участка «Чкаловская» — «Волжская». Пилонная трёхсводчатая станция глубокого заложения с одной островной платформой.

## История
Станция открыта 28 декабря 1995 года в составе участка «Чкаловская» — «Волжская», после открытия которого в Московском метрополитене стало 157 станций.

## Оформление
Пилоны отделаны серо-голубым мрамором, пол выложен чёрным, серым и розовым гранитом. Путевые стены отделаны белым мрамором. На пилонах и своде станции расположены оригинальные светильники.
Оформление посвящено авиации и Герою Советского Союза лётчику Валерию Чкалову (1904—1938). Когда станцию проектировали в середине 1980-х годов, расположенная в непосредственной близости от станции улица носила название улица Чкалова. В 1992 году улице было возвращено историческое название — улица Земляной Вал. Таким образом, географическая связь названия станции с объектом расположения была утрачена.

## Расположение, вестибюли и пересадки
Расположена между станциями «Сретенский бульвар» и «Римская», имеет пересадки на станции «Курская» Арбатско-Покровской линии (переход в северном торце центрального зала) и Кольцевой линии (через совмещённый подземный вестибюль в южном торце, с которым станция соединена эскалаторами). Последний также является единственным выходом в город со станции. В непосредственной близости от станции находятся Курский вокзал, конечная остановка «Курский вокзал» для трамвайных маршрутов Б, 20, 24 и торгово-развлекательный центр «Атриум».
Подземный вестибюль был законсервирован вскоре после открытия станции (здесь сохранились два эскалатора). В 2015 году его планировали снести из-за строительства гостиничного комплекса. На конец 2019 года никакие работы по сносу не начинались, вестибюль находится на территории строящегося ЖК «Чкалов».

## Станция в цифрах
Глубина заложения станции — 51 метр. Пассажиропоток по вестибюлям станции 52 100 человек в сутки (на 2002 год), пересадочный пассажиропоток на Арбатско-Покровскую линию — 60 400 человек в сутки, пассажиропоток на Кольцевую линию — 40 200 человек в сутки.
- Таблица времени прохождения первого поезда через станцию[5]:

| По чётным числам                       | Будние дни | Выходные дни |
| По нечётным числам                     | Будние дни | Выходные дни |
| В сторону станции «Сретенский бульвар» | 05:52:00   | 05:52:00     |
| В сторону станции «Сретенский бульвар» | 05:52:00   | 05:52:00     |
| В сторону станции «Римская»            | 05:52:00   | 05:52:00     |
| В сторону станции «Римская»            | 05:52:00   | 05:52:00     |

## Путевое развитие
За станцией расположена имеющая съезды с обоими главными путями служебная соединительная ветвь на Кольцевую линию, также используемая и для оборота составов.

## Наземный общественный транспорт
На этой станции можно пересесть на следующие маршруты городского пассажирского транспорта:
- Автобусы: 024, 40, Б
- Трамваи: 2, 4, 32

## Фотогалерея
| - Посадочная платформа (в сторону станции «Сретенский бульвар») 29 июня 2008 года - Посадочная платформа (в сторону станции «Римская») 4 сентября 2011 года - Название станции на путевой стене - Пилоны - Вид сквозь свод - Выход в город - Панно над эскалатором - Панно над эскалатором - Новый павильон станции 15 июня 2015 года |